# Error muestral
En estadística,  error muestral o error de estimación es el error que surge a causa de observar una muestra de la población completa.
La estimación de valor de interés, como la media o el porcentaje, estará generalmente sujeta a una variación entre una muestra y otra. Estas variaciones en las posibles muestras de una estadística pueden, teóricamente, ser expresadas como errores muestrales, sin embargo, normalmente, en la práctica el error exacto es desconocido. El error muestral se refiere en términos más generales al fenómeno de la variación entre muestras. Cuando este no es mencionado se considera que el margen de error base es el 0.02% (0.2 para muestreo paralelo y 2 para muestreo directo). 
El error muestral deseado, generalmente puede ser controlado tomando una muestra aleatoria de la población, suficientemente grande, sin embargo, el costo de esto puede ser limitante. Si las observaciones son tomadas de una muestra aleatoria, la teoría estadística brinda cálculos probabilísticos del tamaño deseado del error muestral para una estadística en particular o estimación. Estos usualmente son expresados en términos del error estándar.
El error muestral puede ser contrastado con el error no muestral, el cual se refiere al conjunto de las desviaciones del valor real que no van en función de la muestra escogida, entre los cuales se encuentran varios errores sistemáticos y algunos errores aleatorios. Resultan mucho más difíciles de cuantificar que el error muestral.